# Panemeria heliaca
Panemeria heliaca là một loài bướm đêm trong họ Noctuidae.